# Senigália
Senigália (em italiano Senigallia) é uma comuna italiana da região das Marcas, província de Ancona, com cerca de 41 334 habitantes. Estende-se por uma área de 115 km² densidade: 359,4 hab./km²). Faz fronteira com Belvedere Ostrense, Castel Colonna, Mondolfo (PU), Monte San Vito, Montemarciano, Morro d'Alba, Ostra, Ripe.
Era conhecida como Sena (em latim: Sena) durante o período romano.
Em Senigália nasceram:
- Beato Pio IX, O.P. (1792 - 1878), Papa.[1][2][3]
- Gaetano Bedini (1806 - 1864), cardeal e diplomata italiano.

## Demografia
| Variação demográfica do município entre 1861 e 2011                               |
|                                                                                   |
| Fonte: Istituto Nazionale di Statistica (ISTAT) - Elaboração gráfica da Wikipedia |